# Claudia Ledesma Abdala
Claudia Alejandra Ledesma Abdala de Zamora (sinh ngày 14 tháng 9 năm 1974) là một nữ chính trị gia người Argentina của Mặt trận Civic ở Santiago (Frente Cívico bởi Santiago). Bà được bầu cử làm thống đốc tỉnh Santiago del Estero năm 2013, kế nhiệm chồng bà, Gerardo Zamora, hiện là Chủ tịch tạm thời của Thượng viện Argentina.

## Tiểu sử
Ledesma sinh ra ở La Banda. Cha cua bà, Oscar Ledesma, đã hoạt động trong lĩnh vực chính trị ở địa phương như một người ủng hộ Thống đốc Carlos Juárez. Bà đã tốt nghiệp như một luật sư và công chứng viên từ Đại học Công giáo Santiago del Estero.
Ledesma gia nhập dịch vụ công vào năm 2003 khi bà được bầu là Citizen Ombudsman cho La Banda trên UCR, và năm 2005 bà được bổ nhiệm làm thẩm phán tại tòa án địa phương. Ledesma và người chồng đầu tiên của bà, Jorge Amerio, đã ly dị, vào năm 2005, bà gặp người chồng tương lai của mình, Thống đốc Gerardo Zamora. Sau đó, bà được bổ nhiệm làm giám đốc Cơ quan đăng ký xe cơ giới của tỉnh. Cặp đôi này đã có hai con trai và một con gái.
Thống đốc Zamora đã đề cử vợ của ông cho cuộc bầu cử thống đốc được tổ chức vào năm 2013, trong khi ông tự đề cử cho mình chức vụ Thượng nghị sĩ. Ledesma được bầu làm thống đốc với gần 65% số phiếu bầu.